# HyperCam
HyperCam é um software para criação de videos que permite ao usuário a autoria de videos a partir da tela do computador em tempo real. 
É comumente utilizado para aulas ou tutoriais de informática.